# 施皮茨貝格山
47°8′16″N 7°8′42″E / 47.13778°N 7.14500°E

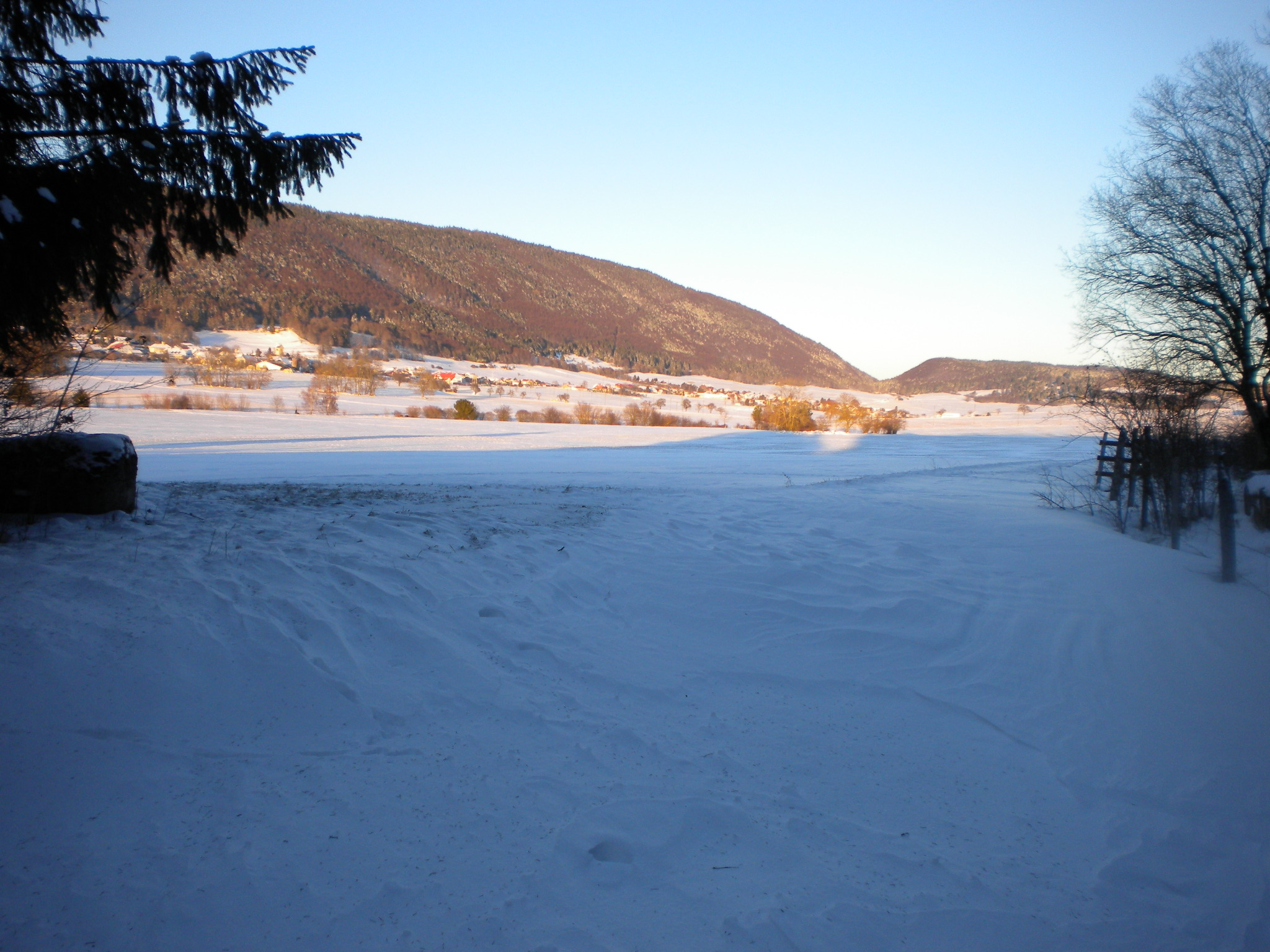

施皮茨貝格山（Spitzberg），是瑞士的山峰，位於該國中部，由伯恩州負責管轄，屬於汝拉山的一部分，距離沙塞拉爾山3.2公里，海拔高度1,382米，每年平均降雨量1,618毫米。